# Coppa del Mondo di slittino 2018
La Coppa del Mondo di slittino 2017/18, quarantunesima edizione della manifestazione organizzata dalla Federazione Internazionale Slittino, è iniziata il 18 novembre 2017 a Igls in Austria e si è conclusa il 28 gennaio 2018 a Sigulda, in Lettonia. Si sono disputate quarantacinque gare: tredici nel singolo uomini, nel singolo donne e nel doppio (delle quali dodici nella specialità dello sprint) e sei nella gara a squadre in nove differenti località. Al termine della stagione si terranno i XXIII Giochi olimpici invernali di Pyeongchang, in Corea del Sud, competizione non valida ai fini della coppa del mondo mentre le tappe di Calgary e Sigulda erano valide rispettivamente anche come campionati pacifico-americani e campionati europei.
Vincitori delle coppe di cristallo generali, trofeo conferito ai primi classificati nel circuito, sono stati il tedesco Felix Loch nel singolo uomini, al suo sesto trionfo di specialità negli ultimi sette anni e riprendendosi la coppa vinta l'anno precedente dal russo Roman Repilov, la connazionale Natalie Geisenberger nel singolo donne, che conquistò invece la sua quinta coppa di cristallo consecutiva, la coppia teutonica formata da Toni Eggert e Sascha Benecken, al loro terzo successo nel doppio in quattro anni (il secondo consecutivo), e la nazionale di slittino della Germania che ha ottenuto il dodicesimo trionfo consecutivo nella gara a squadre.

Come nelle due stagioni precedenti, alle gare sprint potevano prendere parte solo i primi quindici classificati delle "classiche" gare del singolo uomini e donne e del doppio disputate in quella stessa tappa del circuito di Coppa, attribuendo gli stessi punteggi già previsti per le altre tipologie di gara relativamente alle classifiche delle sfere di cristallo generali; le Coppe di specialità per le gare sprint verranno assegnate a coloro che avranno disputato tutte e tre le prove facendo segnare il minor tempo nella somma delle tre discese; ad aggiudicarsi i trofei sono stati l'austriaco Wolfgang Kindl nella gara maschile, Natalie Geisenberger in quella femminile e la coppia lettone formata dai fratelli Andris e Juris Šics nel doppio.

## Risultati

### Singolo uomini
| Data             | Località             | Nazione     | Tipo | Primo classificato         | Secondo classificato     | Terzo classificato         |
| ---------------- | -------------------- | ----------- | ---- | -------------------------- | ------------------------ | -------------------------- |
| 19 novembre 2017 | Igls                 | Austria     |      | Semën Pavličenko Russia    | Wolfgang Kindl Austria   | Felix Loch Germania        |
| 25 novembre 2017 | Winterberg           | Germania    |      | Kevin Fischnaller Italia   | Felix Loch Germania      | Stepan Fëdorov Russia      |
| 26 novembre 2017 | Winterberg           | Germania    | S    | Felix Loch Germania        | Semën Pavličenko Russia  | Nico Gleirscher Austria    |
| 2 dicembre 2017  | Altenberg            | Germania    |      | Felix Loch Germania        | Roman Repilov Russia     | Andi Langenhan Germania    |
| 8 dicembre 2017  | Calgary              | Canada      |      | Felix Loch Germania        | Samuel Edney Canada      | Roman Repilov Russia       |
| 15 dicembre 2017 | Lake Placid          | Stati Uniti |      | Roman Repilov Russia       | Semën Pavličenko Russia  | Tucker West Stati Uniti    |
| 16 dicembre 2017 | Lake Placid          | Stati Uniti | S    | Wolfgang Kindl Austria     | Johannes Ludwig Germania | Taylor Morris Stati Uniti  |
| 7 gennaio 2018   | Schönau am Königssee | Germania    |      | Wolfgang Kindl Austria     | Armin Frauscher Austria  | Johannes Ludwig Germania   |
| 14 gennaio 2018  | Oberhof              | Germania    |      | Felix Loch Germania        | Semën Pavličenko Russia  | Andi Langenhan Germania    |
| 21 gennaio 2018  | Lillehammer          | Norvegia    |      | Dominik Fischnaller Italia | Roman Repilov Russia     | Wolfgang Kindl Austria     |
| 21 gennaio 2018  | Lillehammer          | Norvegia    | S    | Semën Pavličenko Russia    | Wolfgang Kindl Austria   | Dominik Fischnaller Italia |
| 28 gennaio 2018  | Sigulda              | Lettonia    |      | Semën Pavličenko Russia    | Felix Loch Germania      | Roman Repilov Russia       |
| 28 gennaio 2018  | Sigulda              | Lettonia    | S    | Roman Repilov Russia       | Jozef Ninis Slovacchia   | Felix Loch Germania        |

### Singolo donne
| Data             | Località             | Nazione     | Tipo | Prima classificata            | Seconda classificata          | Terza classificata            |
| ---------------- | -------------------- | ----------- | ---- | ----------------------------- | ----------------------------- | ----------------------------- |
| 18 novembre 2017 | Igls                 | Austria     |      | Natalie Geisenberger Germania | Dajana Eitberger Germania     | Tatjana Hüfner Germania       |
| 26 novembre 2017 | Winterberg           | Germania    |      | Natalie Geisenberger Germania | Tatjana Hüfner Germania       | Summer Britcher Stati Uniti   |
| 26 novembre 2017 | Winterberg           | Germania    | S    | Emily Sweeney Stati Uniti     | Summer Britcher Stati Uniti   | Natalie Geisenberger Germania |
| 3 dicembre 2017  | Altenberg            | Germania    |      | Natalie Geisenberger Germania | Tatjana Hüfner Germania       | Dajana Eitberger Germania     |
| 9 dicembre 2017  | Calgary              | Canada      |      | Tatjana Hüfner Germania       | Alex Gough Canada             | Natalie Geisenberger Germania |
| 16 dicembre 2017 | Lake Placid          | Stati Uniti |      | Natalie Geisenberger Germania | Alex Gough Canada             | Kimberley McRae Canada        |
| 16 dicembre 2017 | Lake Placid          | Stati Uniti | S    | Dajana Eitberger Germania     | Alex Gough Canada             | Natalie Geisenberger Germania |
| 6 gennaio 2018   | Schönau am Königssee | Germania    |      | Natalie Geisenberger Germania | Dajana Eitberger Germania     | Jessica Tiebel Germania       |
| 13 gennaio 2018  | Oberhof              | Germania    |      | Dajana Eitberger Germania     | Natalie Geisenberger Germania | Tatjana Hüfner Germania       |
| 20 gennaio 2018  | Lillehammer          | Norvegia    |      | Summer Britcher Stati Uniti   | Natalie Geisenberger Germania | Julia Taubitz Germania        |
| 21 gennaio 2018  | Lillehammer          | Norvegia    | S    | Summer Britcher Stati Uniti   | Viktorija Demčenko Russia     | Natalie Geisenberger Germania |
| 27 gennaio 2018  | Sigulda              | Lettonia    |      | Tat'jana Ivanova Russia       | Natalie Geisenberger Germania | Sandra Robatscher Italia      |
| 28 gennaio 2018  | Sigulda              | Lettonia    | S    | Tat'jana Ivanova Russia       | Natalie Geisenberger Germania | Kendija Aparjode Lettonia     |

### Doppio
| Data             | Località             | Nazione     | Tipo | Primo classificato                   | Secondo classificato                 | Terzo classificato                          |
| ---------------- | -------------------- | ----------- | ---- | ------------------------------------ | ------------------------------------ | ------------------------------------------- |
| 18 novembre 2017 | Igls                 | Austria     |      | Toni Eggert Sascha Benecken Germania | Ludwig Rieder Patrick Rastner Italia | Tobias Wendl Tobias Arlt Germania           |
| 25 novembre 2017 | Winterberg           | Germania    |      | Toni Eggert Sascha Benecken Germania | Tobias Wendl Tobias Arlt Germania    | Robin Geueke David Gamm Germania            |
| 26 novembre 2017 | Winterberg           | Germania    | S    | Tobias Wendl Tobias Arlt Germania    | Toni Eggert Sascha Benecken Germania | Robin Geueke David Gamm Germania            |
| 2 dicembre 2017  | Altenberg            | Germania    |      | Toni Eggert Sascha Benecken Germania | Peter Penz Georg Fischler Austria    | Robin Geueke David Gamm Germania            |
| 8 dicembre 2017  | Calgary              | Canada      |      | Toni Eggert Sascha Benecken Germania | Peter Penz Georg Fischler Austria    | Tobias Wendl Tobias Arlt Germania           |
| 15 dicembre 2017 | Lake Placid          | Stati Uniti |      | Toni Eggert Sascha Benecken Germania | Peter Penz Georg Fischler Austria    | Tristan Walker Justin Snith Canada          |
| 16 dicembre 2017 | Lake Placid          | Stati Uniti | S    | Toni Eggert Sascha Benecken Germania | Peter Penz Georg Fischler Austria    | Andris Šics Juris Šics Lettonia             |
| 6 gennaio 2018   | Schönau am Königssee | Germania    |      | Tobias Wendl Tobias Arlt Germania    | Toni Eggert Sascha Benecken Germania | Robin Geueke David Gamm Germania            |
| 13 gennaio 2018  | Oberhof              | Germania    |      | Toni Eggert Sascha Benecken Germania | Tobias Wendl Tobias Arlt Germania    | Peter Penz Georg Fischler Austria           |
| 20 gennaio 2018  | Lillehammer          | Norvegia    |      | Toni Eggert Sascha Benecken Germania | Peter Penz Georg Fischler Austria    | Tobias Wendl Tobias Arlt Germania           |
| 21 gennaio 2018  | Lillehammer          | Norvegia    | S    | Peter Penz Georg Fischler Austria    | Tobias Wendl Tobias Arlt Germania    | Matt Mortensen Jayson Terdiman Stati Uniti  |
| 27 gennaio 2018  | Sigulda              | Lettonia    |      | Toni Eggert Sascha Benecken Germania | Andris Šics Juris Šics Lettonia      | Tobias Wendl Tobias Arlt Germania           |
| 28 gennaio 2018  | Sigulda              | Lettonia    | S    | Toni Eggert Sascha Benecken Germania | Andris Šics Juris Šics Lettonia      | Oskars Gudramovičs Pēteris Kalniņš Lettonia |

### Gara a Squadre
| Data             | Località             | Nazione  | Prima classificata                                                              | Seconda classificata                                                     | Terza classificata                                                                |
| ---------------- | -------------------- | -------- | ------------------------------------------------------------------------------- | ------------------------------------------------------------------------ | --------------------------------------------------------------------------------- |
| 19 novembre 2017 | Igls                 | Austria  | Germania Natalie Geisenberger Felix Loch Toni Eggert / Sascha Benecken          | Canada Alex Gough Mitchel Malyk Tristan Walker / Justin Snith            | Russia Ekaterina Baturina Semën Pavličenko Aleksandr Denis'ev / Vladislav Antonov |
| 3 dicembre 2017  | Altenberg            | Germania | Germania Natalie Geisenberger Felix Loch Toni Eggert / Sascha Benecken          | Austria Miriam Kastlunger Wolfgang Kindl Peter Penz / Georg Fischler     | Italia Sandra Robatscher Emanuel Rieder Ivan Nagler / Fabian Malleier             |
| 9 dicembre 2017  | Calgary              | Canada   | Germania Tatjana Hüfner Felix Loch Toni Eggert / Sascha Benecken                | Canada Alex Gough Samuel Edney Tristan Walker / Justin Snith             | Austria Miriam Kastlunger Wolfgang Kindl Peter Penz / Georg Fischler              |
| 7 gennaio 2018   | Schönau am Königssee | Germania | Italia Andrea Vötter Dominik Fischnaller Ivan Nagler / Fabian Malleier          | Stati Uniti Summer Britcher Tucker West Matt Mortensen / Jayson Terdiman | Austria Birgit Platzer Wolfgang Kindl Peter Penz / Georg Fischler                 |
| 14 gennaio 2018  | Oberhof              | Germania | Germania Dajana Eitberger Felix Loch Toni Eggert / Sascha Benecken              | Lettonia Elīza Cauce Artūrs Dārznieks Andris Šics / Juris Šics           | Austria Hannah Prock Reinhard Egger Peter Penz / Georg Fischler                   |
| 28 gennaio 2018  | Sigulda              | Lettonia | Russia Tat'jana Ivanova Semën Pavličenko Aleksandr Denis'ev / Vladislav Antonov | Germania Natalie Geisenberger Felix Loch Toni Eggert / Sascha Benecken   | Lettonia Kendija Aparjode Inārs Kivlenieks Andris Šics / Juris Šics               |

## Classifiche

### Singolo uomini
| Pos. | Nome                | Nazione     | IGL | WIN | WIN S | ALT | CAL | LAK | LAK S | KÖN | OBE | LIL | LIL S | SIG | SIG S | Totale |
| ---- | ------------------- | ----------- | --- | --- | ----- | --- | --- | --- | ----- | --- | --- | --- | ----- | --- | ----- | ------ |
| 1    | Felix Loch          | Germania    | 3   | 2   | 1     | 1   | 1   | 7   | 10    | 11  | 1   | 5   | 8     | 2   | 3     | 923    |
| 2    | Wolfgang Kindl      | Austria     | 2   | 5   | 5     | 5   | 8   | 6   | 1     | 1   | 9   | 3   | 2     | 5   | 4     | 838    |
| 3    | Roman Repilov       | Russia      | 13  | 19  | -     | 2   | 3   | 1   | 8     | 5   | 5   | 2   | 4     | 3   | 1     | 774    |
| 4    | Semën Pavličenko    | Russia      | 1   | 5   | 2     | 25  | 31  | 2   | 4     | 16  | 2   | 15  | 1     | 1   | 15    | 773    |
| 5    | Johannes Ludwig     | Germania    | 19  | 11  | 7     | 8   | 5   | 4   | 2     | 3   | 6   | 4   | 11    | 8   | 5     | 655    |
| 6    | Andi Langenhan      | Germania    | 9   | 15  | 10    | 3   | 6   | 10  | 7     | 4   | 3   | 19  | -     | 16  | -     | 480    |
| 7    | Dominik Fischnaller | Italia      | 6   | 18  | -     | 17  | 9   | 9   | 6     | 7   | 10  | 1   | 3     | -   | -     | 477    |
| 8    | Ralf Palik          | Germania    | 5   | 6   | 4     | 4   | 7   | 18  | -     | 12  | 7   | 22  | -     | 14  | 6     | 469    |
| 9    | Kevin Fischnaller   | Italia      | 8   | 1   | 11    | 15  | 29  | 11  | 9     | 26  | 14  | 14  | 6     | 15  | 12    | 466    |
| 10   | Tucker West         | Stati Uniti | 16  | 10  | 15    | 27  | 16  | 3   | 5     | 6   | 15  | 11  | 15    | 10  | 13    | 453    |

### Singolo donne
| Pos. | Nome                 | Nazione     | IGL | WIN | WIN S | ALT | CAL | LAK | LAK S | KÖN | OBE | LIL | LIL S | SIG | SIG S | Totale |
| ---- | -------------------- | ----------- | --- | --- | ----- | --- | --- | --- | ----- | --- | --- | --- | ----- | --- | ----- | ------ |
| 1    | Natalie Geisenberger | Germania    | 1   | 1   | 3     | 1   | 3   | 1   | 3     | 1   | 2   | 2   | 3     | 2   | 2     | 1120   |
| 2    | Dajana Eitberger     | Germania    | 2   | 11  | 9     | 3   | 6   | 5   | 1     | 2   | 1   | 25  | -     | 4   | 4     | 754    |
| 3    | Summer Britcher      | Stati Uniti | 50  | 3   | 2     | 7   | 5   | 8   | 8     | 5   | 6   | 1   | 1     | 13  | 6     | 726    |
| 4    | Alex Gough           | Canada      | 4   | 10  | 8     | 4   | 2   | 2   | 2     | 6   | 7   | 11  | 9     | 9   | 10    | 697    |
| 5    | Tatjana Hüfner       | Germania    | 3   | 2   | 4     | 2   | 1   | 4   | 5     | -   | 3   | 4   | 11    | 25  | -     | 695    |
| 6    | Tat'jana Ivanova     | Russia      | 24  | 6   | 10    | 5   | 23  | 10  | 10    | 9   | 4   | 7   | 8     | 1   | 1     | 635    |
| 7    | Erin Hamlin          | Stati Uniti | 21  | 4   | 15    | 9   | 18  | 6   | 4     | 11  | 8   | 9   | 6     | 6   | 7     | 539    |
| 8    | Julia Taubitz        | Germania    | 5   | 5   | 5     | 6   | 11  | DNF | -     | DSQ | -   | 3   | 4     | 7   | 12    | 473    |
| 9    | Sandra Robatscher    | Italia      | 20  | 9   | 14    | 8   | DNF | 7   | 7     | 10  | 11  | 12  | 15    | 3   | 14    | 464    |
| 10   | Kimberley McRae      | Canada      | 8   | 7   | 13    | 16  | 4   | 3   | 6     | -   | 10  | 17  | -     | 11  | 11    | 451    |

### Doppio
| Pos. | Nome                                 | Nazione     | IGL | WIN | WIN S | ALT | CAL | LAK | LAK S | KÖN | OBE | LIL | LIL S | SIG | SIG S | Totale |
| ---- | ------------------------------------ | ----------- | --- | --- | ----- | --- | --- | --- | ----- | --- | --- | --- | ----- | --- | ----- | ------ |
| 1    | Toni Eggert Sascha Benecken          | Germania    | 1   | 1   | 2     | 1   | 1   | 1   | 1     | 2   | 1   | 1   | DNF   | 1   | 1     | 1170   |
| 2    | Tobias Wendl Tobias Arlt             | Germania    | 3   | 2   | 1     | 4   | 3   | 7   | 10    | 1   | 2   | 3   | 2     | 3   | 11    | 911    |
| 3    | Peter Penz Georg Fischler            | Austria     | 4   | DNF | -     | 2   | 2   | 2   | 2     | 4   | 3   | 2   | 1     | 5   | 6     | 836    |
| 4    | Andris Šics Juris Šics               | Lettonia    | 7   | 6   | 5     | 12  | 4   | 11  | 3     | 12  | 5   | 4   | 5     | 2   | 2     | 719    |
| 5    | Matt Mortensen Jayson Terdiman       | Stati Uniti | 23  | 5   | 4     | 11  | 7   | 5   | 4     | 10  | 11  | 8   | 3     | 10  | 8     | 588    |
| 6    | Robin Geueke David Gamm              | Germania    | 15  | 3   | 3     | 3   | 5   | 9   | 9     | 3   | 4   | DSQ | -     | 16  |       | 524    |
| 7    | Ludwig Rieder Patrick Rastner        | Italia      | 2   | 4   | 10    | 13  | 12  | 10  | 15    | 11  | 14  | 13  | 13    | 6   | 7     | 523    |
| 8    | Aleksandr Denis'ev Vladislav Antonov | Russia      | 5   | 14  | 7     | 9   | 17  | 21  | -     | 8   | 8   | 6   | 4     | 7   | 5     | 507    |
| 9    | Tristan Walker Justin Snith          | Canada      | 22  | 8   | 6     | 22  | 6   | 3   | 12    | 5   | 12  | 12  | 9     | 12  | 12    | 504    |
| 10   | Oskars Gudramovičs Pēteris Kalniņš   | Lettonia    | 30  | 10  | 13    | 5   | 10  | -   | -     | 13  | 9   | 5   | 11    | 4   | 3     | 456    |

### Gara a squadre
| Pos. | Nome        | IGL | ALT | CAL | KÖN | OBE | SIG | Totale |
| ---- | ----------- | --- | --- | --- | --- | --- | --- | ------ |
| 1    | Germania    | 1   | 1   | 1   | DSQ | 1   | 2   | 485    |
| 2    | Austria     | 6   | 2   | 3   | 3   | 3   | 5   | 400    |
| 3    | Canada      | 2   | 4   | 2   | 5   | 7   | 6   | 381    |
| 4    | Lettonia    | 5   | 5   | 5   | 6   | 2   | 3   | 370    |
| 5    | Russia      | 3   | 12  | 6   | 4   | 5   | 1   | 367    |
| 6    | Stati Uniti | 4   | 7   | 4   | 2   | 4   | 9   | 350    |
| 7    | Italia      | DNF | 3   | 7   | 1   | 6   | 4   | 326    |
| 8    | Polonia     | 9   | 6   | 8   | -   | 8   | 7   | 219    |
| 9    | Romania     | 8   | 11  | 9   | 8   | 9   | -   | 196    |
| 10   | Slovacchia  | 7   | 10  | 11  | 9   | 10  | DSQ | 191    |

### Sprint singolo uomini
| Pos. | Nome              | Nazione  | WIN         | LAK         | LIL         | SIG         | Totale   | Distacco |
| ---- | ----------------- | -------- | ----------- | ----------- | ----------- | ----------- | -------- | -------- |
| 1    | Wolfgang Kindl    | Austria  | 36.837 (5)  | 32.441 (1)  | 32.020 (2)  | 28.010 (4)  | 2:09.308 |          |
| 2    | Felix Loch        | Germania | 36.644 (1)  | 32.940 (10) | 32.268 (8)  | 27.977 (3)  | 2:09.829 | +0.521   |
| 2    | Johannes Ludwig   | Germania | 36.861 (7)  | 32.655 (2)  | 32.293 (11) | 28.020 (5)  | 2:09.829 | +0.521   |
| 4    | Kevin Fischnaller | Italia   | 36.924 (11) | 32.926 (9)  | 32.191 (6)  | 28.146 (12) | 2:10.187 | +0.879   |
| 5    | Stepan Fëdorov    | Russia   | 36.873 (8)  | 33.009 (14) | 32.287 (10) | 28.216 (14) | 2:10.385 | +1.077   |

Tra parentesi la posizione in gara

### Sprint singolo donne
| Pos. | Nome                 | Nazione     | WIN         | LAK         | LIL         | SIG         | Totale   | Distacco |
| ---- | -------------------- | ----------- | ----------- | ----------- | ----------- | ----------- | -------- | -------- |
| 1    | Natalie Geisenberger | Germania    | 39.678 (3)  | 37.829 (3)  | 29.948 (3)  | 31.003 (2)  | 2:18.458 |          |
| 2    | Summer Britcher      | Stati Uniti | 39.642 (2)  | 38.030 (8)  | 29.925 (1)  | 31.204 (6)  | 2:18.801 | +0.343   |
| 3    | Tat'jana Ivanova     | Russia      | 39.882 (10) | 38.060 (10) | 30.063 (8)  | 30.998 (1)  | 2:19.003 | +0.545   |
| 4    | Alex Gough           | Canada      | 39.853 (8)  | 37.823 (2)  | 30.086 (9)  | 31.345 (10) | 2:19.107 | +0.649   |
| 5    | Sandra Robatscher    | Italia      | 39.903 (14) | 37.968 (7)  | 30.946 (15) | 31.503 (14) | 2:20.320 | +1.862   |

Tra parentesi la posizione in gara

### Sprint doppio
| Pos. | Nome                           | Nazione     | WIN         | LAK         | LIL         | SIG         | Totale   | Distacco |
| ---- | ------------------------------ | ----------- | ----------- | ----------- | ----------- | ----------- | -------- | -------- |
| 1    | Andris Šics Juris Šics         | Lettonia    | 31.734 (5)  | 37.838 (3)  | 30.058 (5)  | 30.973 (2)  | 2:10.603 |          |
| 2    | Matt Mortensen Jayson Terdiman | Stati Uniti | 31.681 (4)  | 37.843 (4)  | 30.050 (3)  | 31.236 (8)  | 2:10.810 | +0.207   |
| 3    | Tobias Wendl Tobias Arlt       | Germania    | 31.622 (1)  | 38.094 (10) | 29.970 (2)  | 31.350 (11) | 2:11.036 | +0.433   |
| 4    | Tristan Walker Justin Snith    | Canada      | 31.788 (6)  | 38.134 (12) | 30.269 (9)  | 31.439 (12) | 2:11.630 | +1.027   |
| 5    | Ludwig Rieder Patrick Rastner  | Italia      | 31.913 (10) | 38.436 (15) | 30.355 (13) | 31.223 (7)  | 2:11.927 | +1.324   |

Tra parentesi la posizione in gara